# Giovanni Battista Pasinato
Giovanni Battista Pasinato (San Martino di Lupari, 29 marzo 1739 – Padova, 15 gennaio 1800) è stato un religioso, fisico e botanico italiano. È anche noto come Giambattista da San Martino oppure Giambattista Pasinato.

## Biografia
Giovanni Battista Pasinato nacque nella città di San Martino di Lupari il 29 marzo 1739 e, più precisamente, in viale Europa. Suo padre era Giovanni Pasinato, mentre sua madre si chiamava Maria Bacchin. Divenne frate già all'età di 18 anni e nel 1775 era assistente spirituale nell'Ospedale civico di Vicenza. Chiese più volte di svolgere l'attività di missionario in Georgia ma non fu mai accontentato, anche se poté dedicarsi da autodidatta alla sua passione dello studio dei fenomeni naturali nonché della botanica e dell'agronomia. Si occupò tra l'altro del problema delle zanzare e dell'invenzione di repellenti nonché della malaria e dell'anofele. In fisica fece delle acute osservazioni nella meteorologia, nel campo dell'acustica e della meccanica (inventò una bilancia). Negli ultimi anni della sua vita insegnò teologia e filosofia a Venezia per poi spostarsi a Padova, morendo nell'omonimo convento il 15 gennaio 1800. Ricevette anche l'incarico di insegnamento presso l'Università di Catania, ma non poté accettare per via dei fatti del 1799. Fu socio di molte accademie.

### L'incontro con Cagnazzi
Pochi giorni prima della sua morte, lo scienziato italiano Luca de Samuele Cagnazzi ebbe la possibilità di conoscere "il celebre Fisico P. Sammartino Cappuccino". Come raccontato dallo stesso Cagnazzi nella sua autobiografia, "era egli aggravato da un male cronico, e dopo pochi giorni morì." Sammartino scambiò l'arcidiacono Luca de Samuele Cagnazzi per il nipote dello stesso arcidiacono, in quanto non riusciva a spiegarsi come avesse fatto così giovane a fare "figura nella letteratura", "ma dal discorso già si dissuase subito dal suo credere".

## Incarichi
- Cappellano dell'Ospedale maggiore di Vicenza
- Segretario corrispondente perpetuo dell'Accademia Georgica
- Socio corrispondente dell'Accademia delle scienze di Torino (9 gennaio 1791 - ?)[1]
- Membro dell'Accademia nazionale delle scienze detta dei XL
- Socio corrispondente dell’Accademia galileiana di scienze, lettere ed arti
- Socio dell'Accademia dei georgofili
- Socio della Società patriottica di Milano
- Socio dell'Accademia dell'Arcadia
- Socio dell'Accademia delle scienze di Siena
- Membro (o socio) delle Accademie di Alessandria, Bergamo, Brescia, Conegliano, Mantova, Napoli, Roveredo, Torino, Treviso, Vicenza, Udine e Verona.
- Socio dell'Accademia nazionale di scienze, lettere e arti di Modena
- Socio di alcune accademie del Veneto[2]

## Opere
- Memoria sopra la nebbia dei vegetabili, Vicenza, Stamperia Turra, 1785.
- Ricerche fisiche sopra la fermentazione vinosa, Firenze, Giuseppe Tofani e Compagni, 1787.
- Catalogo de' nati, e de' morti entro un decennio nella Terra di S. Martino de' Luperi, Provincia Trivigiana, in Nuovo Giornale Enciclopedico d'Italia, Luglio 1791.
- Opere del Padre Giovambattista da S. Martino, vol. 1, Venezia, Giovanni Antonio Perlini, 1791.
- Opere del Padre Giovambattista da S. Martino, vol. 2, Venezia, Giovanni Antonio Perlini, 1791.
- Numerosi articoli sul Nuovo Giornale Enciclopedico d’Italia.

## Commemorazione
Nel 1933 furono intitolate a lui una via e una piazza della sua città natale San Martino di Lupari, mentre il 27 agosto 1939, grazie all'arciprete Giovanni Bernardi e a distanza di circa duecento anni dalla sua nascita, fu eretto anche un busto di marmo ritraente Giovanni Battista Pasinato in piazza Pio X a San Martino di Lupari. Il busto è opera dello scultore Francesco Rebesco il quale ha preso spunto da un'incisione di Marco Comirato.